# ノーウッド-205丁目駅
ノーウッド-205丁目駅（ノーウッド-205ちょうめえき、英: Norwood–205th Street）はニューヨーク市地下鉄INDコンコース線の終端駅で、ブロンクス区ノーウッドの205丁目 - ベインブリッジ・アベニュー交差点にある。終日D系統が発着する。以前は205丁目駅（205th Street）という駅名だった。近くにはニューヨーク公共図書館の支所であるモショル図書館がある。

## 歴史
ノーウッド-205丁目駅は1920年代末に着工したINDコンコース線の第6期・第7期工事で建設され、東205丁目東端の私有地の地下に設けられた。1933年7月1日にコンコース線の残りの区間と同時に開業した。1937年7月1日にはブロンクス区で初めてのエスカレーターが設置された。
1954年8月23日に当駅折り返しのD系統が車止めを突き破って壁に激突する事故が起きた。運転士はトンネルと車両の間に閉じ込められ、7時間後に救出されたものの左足切断の重傷を負った。

## 駅構造
| G                  | 地上階                     | 出入口                                                                                          |
| M                  | 改札階                     | 改札、駅員詰所、メトロカード自動券売機                                                          |
| P プラットホーム階 | 南行線                     | ← コニー・アイランド-スティルウェル・アベニュー駅行き（ベッドフォード・パーク・ブールバード駅） |
| P プラットホーム階 | 島式ホーム、左側ドアが開く |                                                                                                 |
| P プラットホーム階 | 北行線                     | → 当駅止まり →                                                                                  |

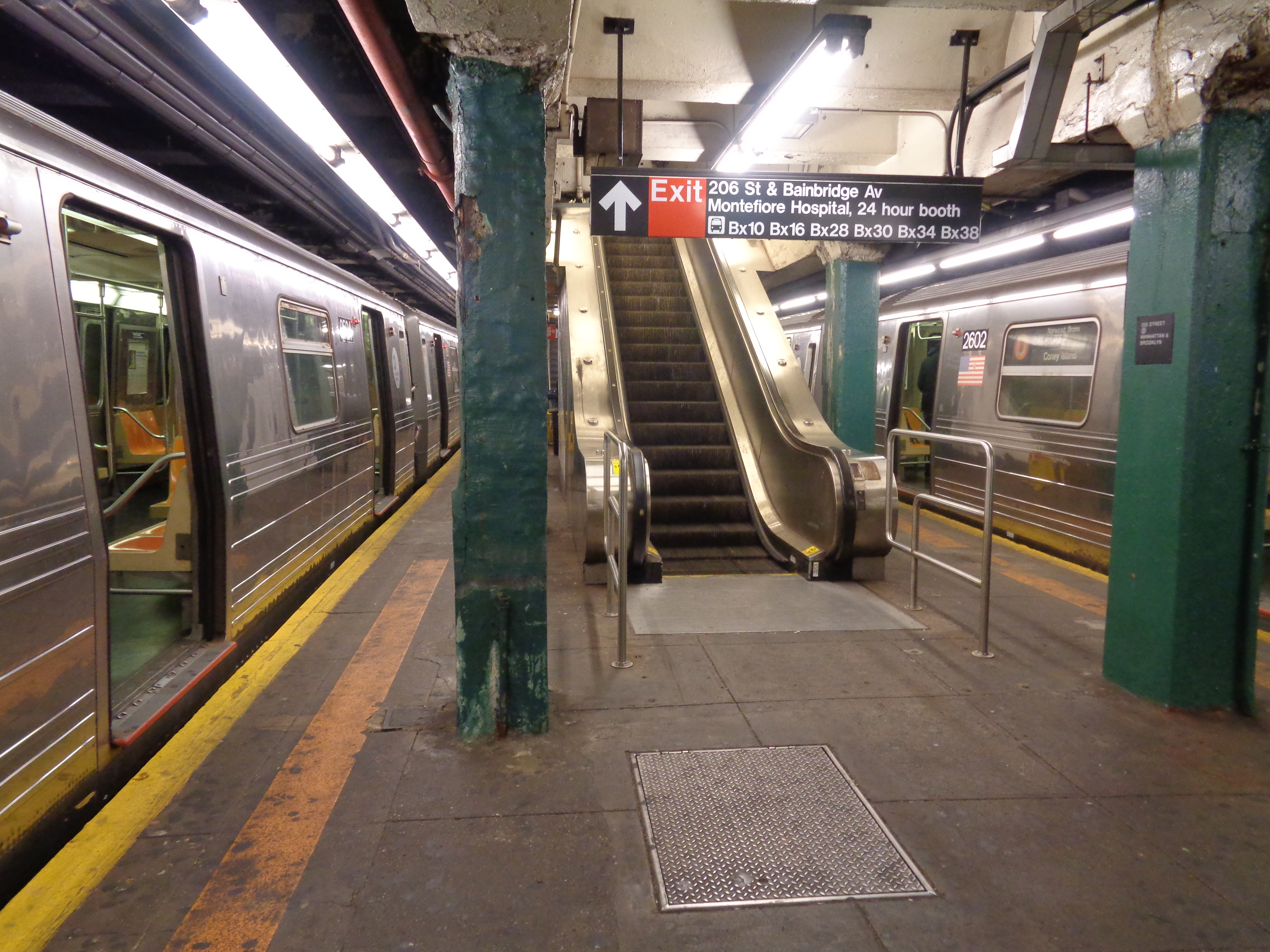
ベインブリッジ・アベニューにある西側改札に向かうエスカレーター

ノーウッド-205丁目駅は島式ホーム1面2線の地下駅である。壁面にはライムグリーンで縁取ったミディアム・ケリーグリーンの帯が引かれている。小さな "205" の駅名標がこの帯の下に一定間隔で配されている。ホームにはI形鋼を芯にしたコンクリートの柱が2列並んでおり、この柱はミディアム・ハンターグリーンに塗られている。排水不良のため、駅構内の天井や壁タイル、支柱などに水濡れによる痛みやカビがみられる。また、駅にゴミ箱がないためホームやエントランス、果ては路盤上にも無数のゴミ袋が散らばっていることでも悪名が立っている。205丁目駅は2005年にニューヨーク市都市交通利用者評議会（New York City Transit Riders Council）からメンテナンスおよび景観の観点で最悪と宣告された5駅のうちの1つで、2010年代になっても状況は変わっていない。
ネイバーフッド内の区画変更により、駅の所在地は駅東端が東205丁目-ペリー・アベニュー、駅西端が東206丁目-ベインブリッジ・アベニューになった。線路はモショル・パークウェイ付近まで直進し、そこからグランド・コンコースの下を通るため南にカーブしている。

### 改札
ノーウッド-205丁目駅には改札が2か所ある。終日営業しているのは西側（路線案内上は南）改札で、自動改札機とトークン・ブース、東206丁目-ベインブリッジ・アベニュー交差点の南東角および北西角に出る階段がある。 周辺地形の関係でメザニンとホームの間に7.6メートル（25フィート）の高低差があるため、1937年にこの改札にエスカレーターが1本設置された。階段を使うと3回乗り継ぎが必要である。
もう1つは駅の東端（路線案内上は北）にあり、ホームからはスロープで繋がっているが駅員は配置されていない。自動改札機を抜けると東205丁目-ペリー・アベニュー交差点の北西角および南東角に出る階段がある。トークン・ブースは2005年7月30日に閉鎖され、その後撤去された。

## 線路配置
ノーウッド-205丁目駅はINDコンコース線及びD系統の終端駅になる予定はなく、INDコンコース線をブロンクス・パークを越えてさらに東に延伸するとともに、バーク・アベニューに沿ってIRTホワイト・プレーンズ・ロード線をブロンクス区北東部まで延伸する計画であった。しかし、この計画は資金難で延期され、さらに1941年にニューヨーク市が破産したニューヨーク・ウェストチェスター・アンド・ボストン鉄道から路線敷設権を買収して地下鉄化したことで放棄された。 1970年代にはINDコンコース線を延伸してIRTホワイト・プレーンズ・ロード線ガン・ヒル・ロード駅に接続する計画も持ち上がったが、財政的な問題により中止になった。
この結果、2本の線路は駅から205丁目に沿ってウェブスター・アベニューまで約210メートル (700 ft)ほど東に延び、その先のコンクリート壁で行き止まりになっている。また、乗務員詰所も設けられておらず、乗務員交代は南隣のベッドフォード・パーク・ブールバード駅で行われる。さらに、駅の西側には渡り線が設けられておらず、中央の線路は西のコンコース車両基地への引き上げ線になっている。このため、当駅終点の列車は北行線に到着して乗客を降ろしてから線路東端まで行き、ここで渡り線を通って南行線に転線してマンハッタン/ブルックリン方面行きとなる。このような線路配置のため、車両基地に入区する列車は南行線に入り、出区する列車は北行線から営業運転に戻る。